# Ilafegh 013
Ilafegh 013 — метеорит-хондрит масою 745 грамів. Знайдений 1989 року в Алжирі.